# Distretto di Gerede
Il distretto di Gerede (in turco Gerede ilçesi) è uno dei distretti della provincia di Bolu, in Turchia.